# Duraloy
Duraloy és el nom comercial d'un aliatge de ferro, Fe, en una proporció d'un 65%, crom, Cr, en una del 20% i alumini, Al, en una del 15%. Pertany al grup dels acers refractaris i és utilitzat per a la confecció de peces que han de resistir temperatures elevades (de l'ordre de 1.100 °C). N'hi ha moltes varietats amb proporcions diferents i que contenen també d'altres elements.